# Deportivo Chiquimula
El Deportivo Chiquimula es un club de fútbol de Guatemala, que representa al departamento de Chiquimula. Tiene en su palmarés un título de la Copa de Guatemala. No ha participado en el Torneo Nacional.

## Historia
El club debutó en un partido de fogueo ante la CSF C. Guatemala donde perdió por 8 a 1, siendo esta su primera derrota y por goleada, luego ingresaría a torneos de poca importancia donde disputaría ante equipos de El Salvador, donde queda en último lugar, obteniendo solo un punto. Su más grande hazaña en un partido ha sido vencer al FC Sacatepéquez en el Estadio Pensativo, donde ganaron 2 a 1, siendo la primera victoria después de 18 meses que obtenían.

## Copa de Guatemala 2001
Su mayor logro fue obtener la Copa de Guatemala 2001. El equipo comenzó desde la Fase Previa, donde disputó un partido contra el D. Huehuetenango, el marcador final en el global fue de 2 a 1, para que clasificaran a los octavos de final, ya que antes solo había una Fase Previa y no dos como ahora. En los octavos el Deportivo Chiquimula enfrentó a FC Baja Verapaz donde sorprendieron al ganarles con un global de 4 a 0. En cuartos de final tuvieron como rival al FC Jutiapa: la ida la ganaron los chiquimulences por 2 a 0, y la vuelta empataron 1 a 1, llevándolos a Semifinales donde se enfrentaron a FC Sacatepéquez, donde volverían a intentar la hazaña que habían conseguido hace algunos años, pero no fue así, en el Pensativo perdieron 4 a 2, y en Chiquimula ganaron 3 a 1 donde se definiría todo por penales. El club local ganó por penales, clasificándose a la final con San Marcos FC. Los chiquimulences ganaron 1 a 0 en la vuelta, ganaban la serie porque en el partido de ida habían empatado 0 a 0, y eso bastaba para que se proclamaran campeones por primera vez en un torneo.
- Datos: Q5803216